# Ana María Pelaz
Ana María Pelaz Mota (Laguna de Duero, Valladolid, 24 de septiembre de 1987), también conocida como Ana Pelaz, es una ex gimnasta rítmica española que compitió en la modalidad de conjuntos, siendo olímpica en Pekín 2008. Logró 2 medallas de plata en la Final de la Copa del Mundo de Benidorm (2008) y posee además 7 medallas en pruebas de la Copa del Mundo, entre otras preseas en diversas competiciones internacionales.
De 2014 a 2020 fue entrenadora del conjunto júnior de la selección nacional de gimnasia rítmica, y desde septiembre de 2020 es entrenadora del conjunto español sénior junto a la seleccionadora Alejandra Quereda en el CAR de Madrid.

## Biografía deportiva

### Inicios
Se inició en la gimnasia rítmica a los 6 años de edad, ingresando en el Club Gimnasia Rítmica Pincias de Valladolid, club fundado por la ex gimnasta nacional Silvia Yustos, que fue además su entrenadora. Abandonó el club en 2002 tras ser solicitada por la seleccionadora nacional.

### Etapa en la selección nacional
En 2002 fue reclamada para formar parte de la selección nacional de gimnasia rítmica de España en la modalidad de conjuntos. Entrenó desde entonces una media de 8 horas diarias en el Centro de Alto Rendimiento de Madrid a las órdenes primero de Rosa Menor y Noelia Fernández, desde 2004 de Anna Baranova y Sara Bayón y desde octubre de 2008 de Efrossina Angelova. Al principio formaba parte de las gimnastas suplentes y no era convocada a las competiciones, hasta que en 2005 entró en el conjunto titular. Pelaz no sería convocada a los Juegos Olímpicos de Atenas 2004, aunque tanto ella como Lara González, que también se quedó fuera del conjunto de los Juegos, viajaron a Atenas y animaron a sus compañeras desde la grada. 
Para 2005, ya con Pelaz como titular, la nueva seleccionadora nacional era Anna Baranova, siendo también desde entonces entrenadora del conjunto junto a Sara Bayón. En el Campeonato del Mundo de Bakú, el conjunto obtuvo el 7º puesto en el concurso general y el 6º en 3 aros y 4 mazas. El conjunto lo formaron ese año Ana María, Bárbara González Oteiza, Lara González, Marta Linares, Isabel Pagán y Nuria Velasco.
A principios de marzo de 2006, el conjunto español obtiene 3 medallas de plata en el Torneo Internacional de Madeira. En septiembre, en la prueba de la Copa del Mundo celebrada en Portimão, el conjunto logra el bronce en 5 cintas y la plata en 3 aros y 4 mazas, además del 5º puesto en el concurso general. Ese mismo mes, en el Campeonato de Europa de Moscú logró el 5º puesto en el concurso general y el 5º puesto en la final de 5 cintas. En noviembre el combinado español participó en la Final de la Copa del Mundo en Mie, donde obtuvo el 5º puesto en 5 cintas y el 8º en 3 aros y 4 mazas. El conjunto era prácticamente el mismo que el año anterior pero con Violeta González sustituyendo a Marta Linares. 

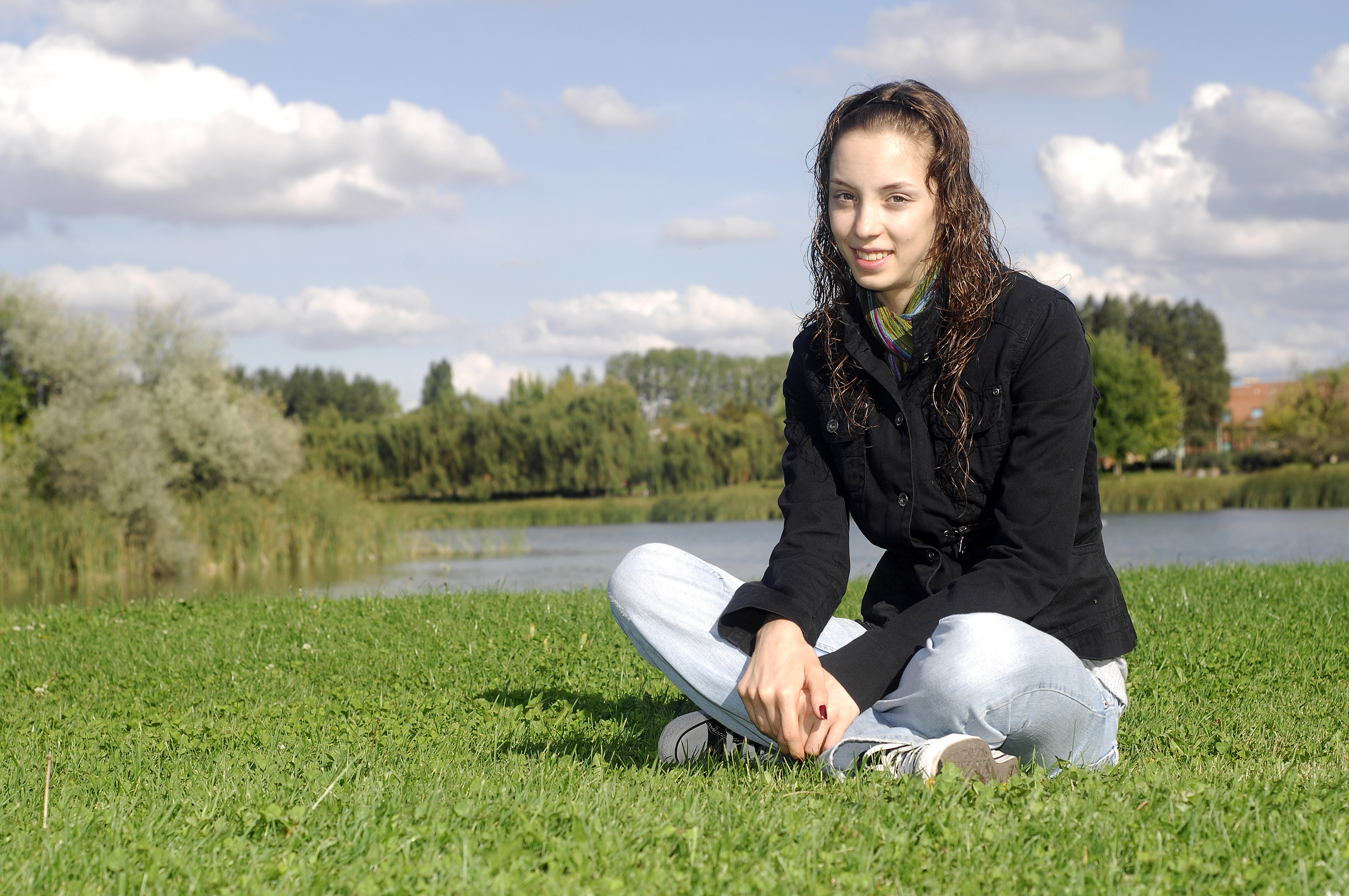
Pelaz durante una sesión fotográfica en Laguna de Duero (2007).

En abril de 2007, en la prueba de la Copa del Mundo disputada en Portimão, el conjunto consigue el 5º puesto en el concurso general y el 6º tanto en la final de 5 cuerdas como en la de 3 aros y 4 mazas. En mayo obtiene la medalla de plata tanto en el concurso general como en la final de 3 aros y 4 mazas de la prueba de la Copa del Mundo disputada en Nizhni Nóvgorod, además del 4º puesto en 5 cuerdas. En septiembre de ese mismo año tuvo lugar el Campeonato del Mundo de Patras. El conjunto obtuvo el 5º puesto en el concurso general, lo que les dio la clasificación para los Juegos Olímpicos de Pekín 2008. También lograron el 6º puesto tanto en 5 cuerdas como en 3 aros y 4 mazas. En diciembre disputaron el Preolímpico de Pekín, obteniendo el 8º puesto en el concurso general. El conjunto titular lo integrarían ese año Ana María, Bárbara González Oteiza, Lara González, Isabel Pagán, Verónica Ruiz y Bet Salom. 
Para esta época, además de las titulares, en la concentración preparatoria de los Juegos se encontraban otras gimnastas entonces suplentes como Sandra Aguilar, Cristina Dassaeva, Sara Garvín, Violeta González o Lidia Redondo. En enero de 2008, Ana María recibió el Junco de Oro al mejor deportista de Laguna de Duero. En junio de 2008 tuvo lugar el Campeonato de Europa de Turín, donde el conjunto logró el 6º puesto en el concurso general y el 4º puesto tanto en 5 cuerdas como en 3 aros y 4 mazas. En agosto de ese año participó en los Juegos Olímpicos de Pekín 2008. Serían sus primeros y únicos Juegos Olímpicos. El conjunto solo pudo obtener la 11.ª posición en la fase de calificación, después de cometer varios errores en el segundo ejercicio, el de 3 aros y 4 mazas. Esto hizo que el equipo no pudiera meterse en la final olímpica. En octubre de ese mismo año lograría dos medallas de plata en la Final de la Copa del Mundo disputada en Benidorm, tanto en la competición de 5 cuerdas como en la de 3 aros y 4 mazas. El conjunto estaba integrado por las mismas gimnastas que fueron a Pekín: Ana María, Bárbara González Oteiza, Lara González, Isabel Pagán, Verónica Ruiz y Bet Salom. Ese mismo mes de octubre se hizo cargo del equipo la nueva seleccionadora, la búlgara Efrossina Angelova, que pasaría a entrenar el conjunto junto a Sara Bayón (que tras dejar el equipo en mayo de 2009 sería sustituida por Noelia Fernández).

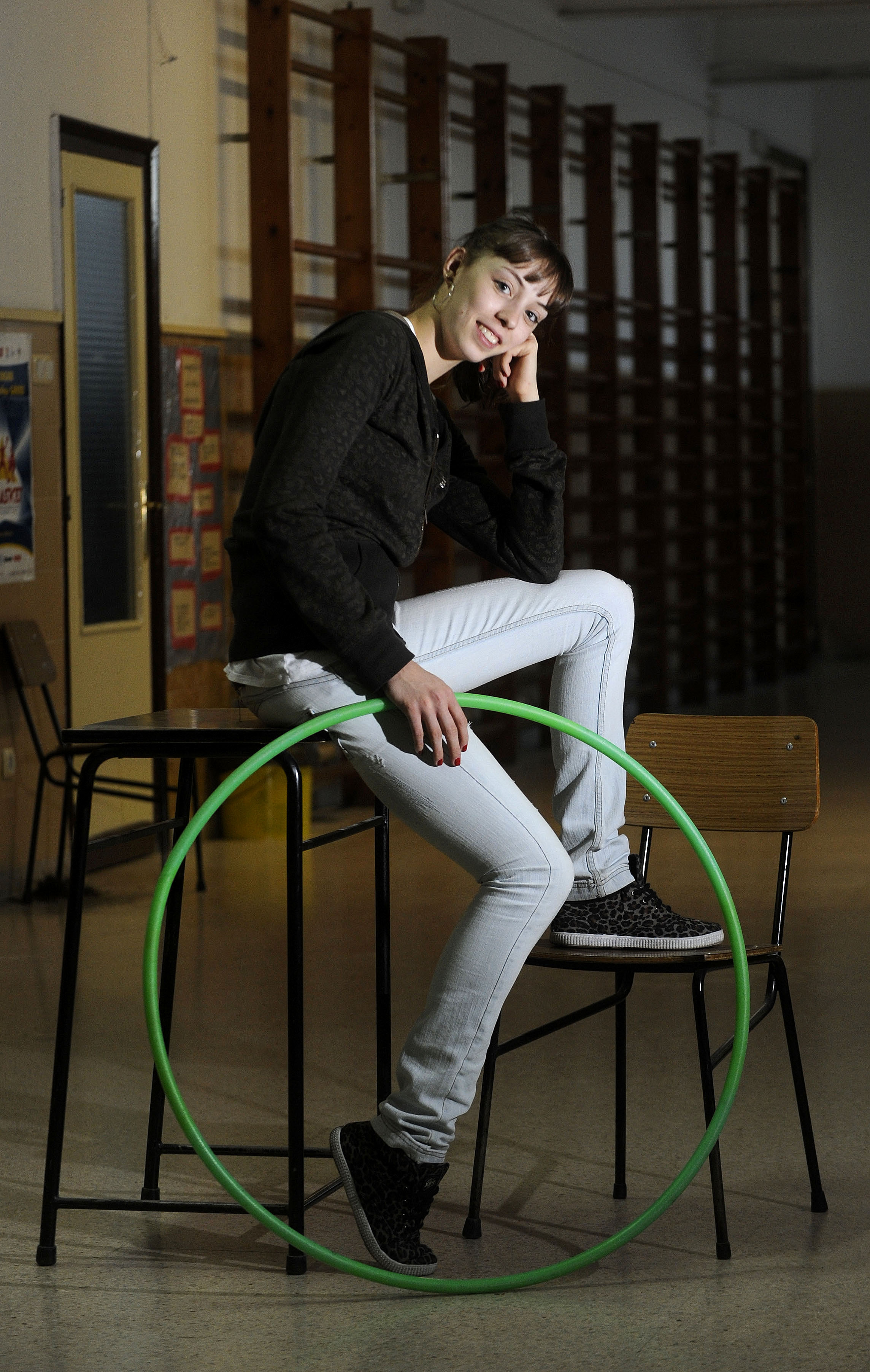
Ana en una sesión fotográfica (2009).

Para 2009, Ana María se convirtió en la capitana de un conjunto renovado casi por completo, siendo la única de las gimnastas que habían estado en Pekín 2008 que permaneció en el mismo. Algunas gimnastas como Bet Salom decidieron abandonar la selección debido a la decisión de Angelova de aumentar el número de horas de entrenamientos, lo que los hacía incompatibles con sus estudios. En abril de 2009, el conjunto capitaneado por Pelaz logró dos medallas de plata (en el concurso general y en 3 cintas y 2 cuerdas) en la prueba de la Copa del Mundo celebrada en Portimão (Portugal), además del 6º puesto en 5 aros. En septiembre, en el Campeonato Mundial de Mie, el equipo obtuvo el 6º puesto tanto en el concurso general como en la final de 5 aros, y el 7º en 3 cintas y 2 cuerdas. El conjunto titular lo formaron ese año Ana María, Loreto Achaerandio, Sandra Aguilar, Alejandra Quereda y Lidia Redondo, además de Nuria Artigues y Sara Garvín como suplentes al principio y al final de la temporada respectivamente.

### Retirada de la gimnasia
Con 22 años de edad, en octubre de 2009, se retiró de la gimnasia rítmica por voluntad propia después de llevar todo el año arrastrando una lesión en el tobillo.
En 2014 comenzó a entrenar, junto a Anna Baranova y Sara Bayón, el conjunto júnior nacional, cuyas integrantes se incorporaron a la concentración permanente del CAR de Madrid el 1 de septiembre de 2014. Dirigido por Pelaz, el conjunto júnior logró en 2015 la 4ª posición en la general y la 7ª en la final de 5 pelotas en el Torneo Internacional de Miss Valentine en Tartu, la 4ª posición en la general y el bronce en la final de 5 pelotas en el Torneo Internacional de Lisboa, y el 9º puesto en la general del Campeonato Europeo de Minsk. El 23 de julio de 2016 Pelaz acudió como invitada a la Gala 20.º Aniversario de la Medalla de Oro en Atlanta '96, celebrada en Badajoz, donde el conjunto español júnior entrenado por ella realizó dos exhibiciones.
Desde septiembre de 2020 es entrenadora del conjunto español sénior junto a la seleccionadora Alejandra Quereda en el CAR de Madrid.

## Vida personal
El 26 de julio de 2019 contrajo matrimonio con David González.

## Equipamientos
| Período      | Proveedor       |
| ------------ | --------------- |
| 2002 - 2006  | Li-Ning         |
| 2006 - 2008  | Austral         |
| 2008 - 2009  | Dvillena Esport |
| 2008 (JJ.OO) | Li-Ning         |

## Música de los ejercicios
| Año         | Aparatos             | Música |
| ----------- | -------------------- | --- |
| 2005 - 2006 | 5 cintas             | «El conquistador» de Maxime Rodriguez. |
| 2005        | 3 aros y 4 mazas     | «Camina y ven» de David Bisbal y «Sphynx» de Giampiero Ponte. |
| 2006 - 2007 | 3 aros y 4 mazas     | «Tristan & Iseult» de Maxime Rodriguez. |
| 2007        | 5 cuerdas            | Temas «Be», «Mayumana», «DJ I» y «Batucada», de Mayumana. |
| 2008        | 5 cuerdas            | Medley de varios temas, entre ellos «Asesinato del padre» de la banda sonora de Salomé (compuesta por Roque Baños), y «One» y «Capitán Casanova» de Rodrigo y Gabriela. |
| 2008        | 3 aros y 4 mazas     | «Apocalypse Warrior (Drone)», «Voices of War (Emotional Version Featuring Female Vocal)», «Apocalypse Warrior (Orchestral Action Version)», «Voices of War (Action Version Featuring Choral)», «Apocalypse Warrior (Emotional Version Featuring Female Vocal)» y «New Empire (Orchestral Action version)», todos del álbum The Final Combat de Philippe Guez y Patrick Maarek. |
| 2009 - 2010 | 5 aros               | «Nothing Else Matters» y «Path», de Apocalyptica. |
| 2009 - 2010 | 3 cintas y 2 cuerdas | «El Hada Azul» y «Lucha con el monstruo marino», de la banda sonora del espectáculo de danza Pinocchio, compuesta por Roque Baños e interpretada por la Orquesta Sinfónica Ciudad de Praga. |

## Palmarés deportivo

### Selección española
| 2005 - AGF Cup / Prueba de la Copa del Mundo en Bakú 4º puesto en 5 cintas Bronce en 3 aros y 4 mazas - Grand Prix de Deventer / Alfred Vogel Cup 5º puesto en concurso general 4º puesto en 5 cintas 5º puesto en 3 aros y 4 mazas - Grand Prix de Berlín / Berlin Masters Bronce en concurso general Bronce en 5 cintas Bronce en 3 aros y 4 mazas - Henkel Rhythmic Gymnastics / Prueba de la Copa del Mundo en Düsseldorf 4º puesto en concurso general 5º puesto en 5 cintas 4º puesto en 3 aros y 4 mazas - Campeonato del Mundo de Bakú 7º puesto en concurso general 6º puesto en 3 aros y 4 mazas 2006 - Torneo Internacional de Madeira Plata en concurso general Plata en 5 cintas Plata en 3 aros y 4 mazas - Grand Prix de Thiais 5º puesto en concurso general Resultado en finales desconocido - Prueba de la Copa del Mundo en Génova 6º puesto en concurso general 10º puesto en 5 cintas 9º puesto en 3 aros y 4 mazas - Prueba de la Copa del Mundo en Portimão 5º puesto en concurso general Bronce en 5 cintas Plata en 3 aros y 4 mazas - Campeonato de Europa de Moscú 5º puesto en concurso general 5º puesto en 5 cintas - Final de la Copa del Mundo en Mie 5º puesto en 5 cintas 8º puesto en 3 aros y 4 mazas 2007 - Prueba de la Copa del Mundo en Portimão 5º puesto en concurso general 6º puesto en 5 cuerdas 6º puesto en 3 aros y 4 mazas - Prueba de la Copa del Mundo en Nizhni Nóvgorod Plata en concurso general 4º puesto en 5 cuerdas Plata en 3 aros y 4 mazas | 2007 (continuación) - Prueba de la Copa del Mundo en Génova 6º puesto en concurso general 5º puesto en 5 cuerdas 5º puesto en 3 aros y 4 mazas - Campeonato del Mundo de Patras 5º puesto en concurso general 6º puesto en 5 cuerdas 6º puesto en 3 aros y 4 mazas - Preolímpico de Pekín 8º puesto en concurso general 2008 - Prueba de la Copa del Mundo en Portimão 6º puesto en concurso general 7º puesto en 5 cuerdas 6º puesto en 3 aros y 4 mazas - Grand Prix de Marbella / Andalucía Cup de Conjuntos Oro en 5 cuerdas - Prueba de la Copa del Mundo en Minsk 5º puesto en concurso general 5º puesto en 5 cuerdas 5º puesto en 3 aros y 4 mazas - Campeonato de Europa de Turín 6º puesto en concurso general 4º puesto en 5 cuerdas 4º puesto en 3 aros y 4 mazas - Juegos Olímpicos de Pekín 2008 11º puesto en calificación - Final de la Copa del Mundo en Benidorm Plata en 5 cuerdas Plata en 3 aros y 4 mazas 2009 - Grand Prix de Thiais Plata en concurso general Plata en 5 aros Plata en 3 cintas y 2 cuerdas - Prueba de la Copa del Mundo en Portimão Plata en concurso general 6º puesto en 5 aros Plata en 3 cintas y 2 cuerdas - Torneo Premundial de Chieti Plata en 5 aros Plata en 3 cintas y 2 cuerdas - Prueba de la Copa del Mundo en Minsk 6º puesto en concurso general 4º puesto en 5 aros 4º puesto en 3 cintas y 2 cuerdas - Campeonato del Mundo de Mie 6º puesto en concurso general 6º puesto en 5 aros 7º puesto en 3 cintas y 2 cuerdas |

## Premios, reconocimientos y distinciones
- Premio Relevo de Plata, otorgado por la Junta de Castilla y León (2007)
- Junco de Oro al mejor deportista, otorgado por el Ayuntamiento de Laguna de Duero (2008)[6]
- Premio Relevo de Plata, otorgado por la Junta de Castilla y León (2008)[18]
- Premio Relevo de Bronce, otorgado por la Junta de Castilla y León (2010)[19]
- Homenajeada en la XX Gala del Deporte de los Premios Junco de Oro de Laguna de Duero (2011)[20]

### Otros honores
- Obsequio de una réplica del Ayuntamiento de Valladolid, junto a varios olímpicos vallisoletanos, durante la presentación del libro La aventura olímpica vallisoletana de José Miguel Ortega, el 17 de octubre de 2016 en Valladolid.[21]

## Galería

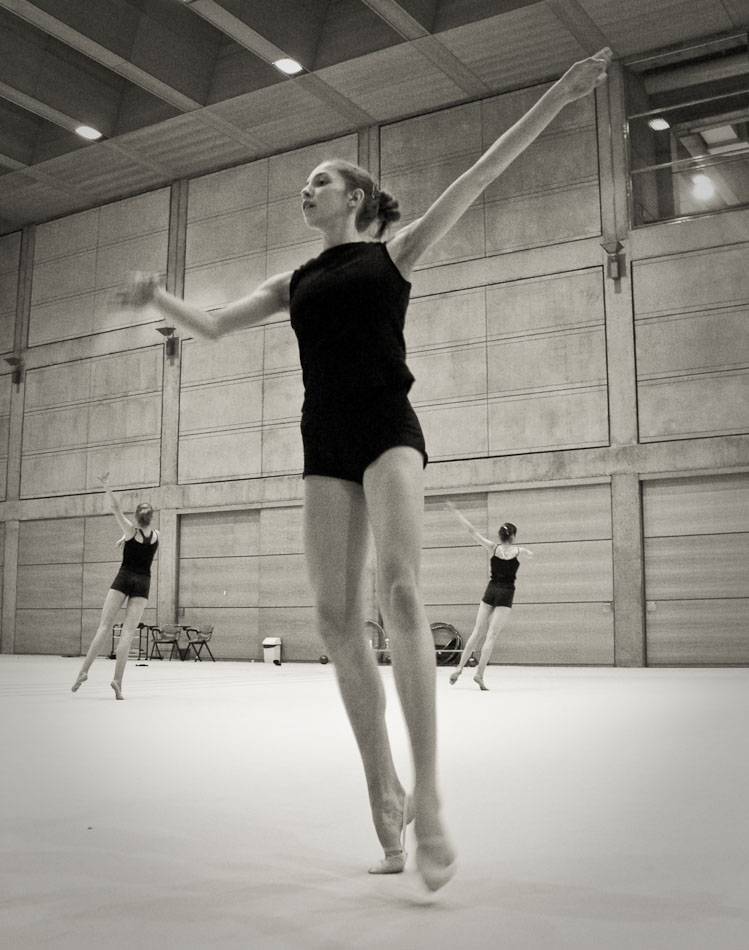
Ana María Pelaz durante un entrenamiento en el CAR de Madrid en 2003.
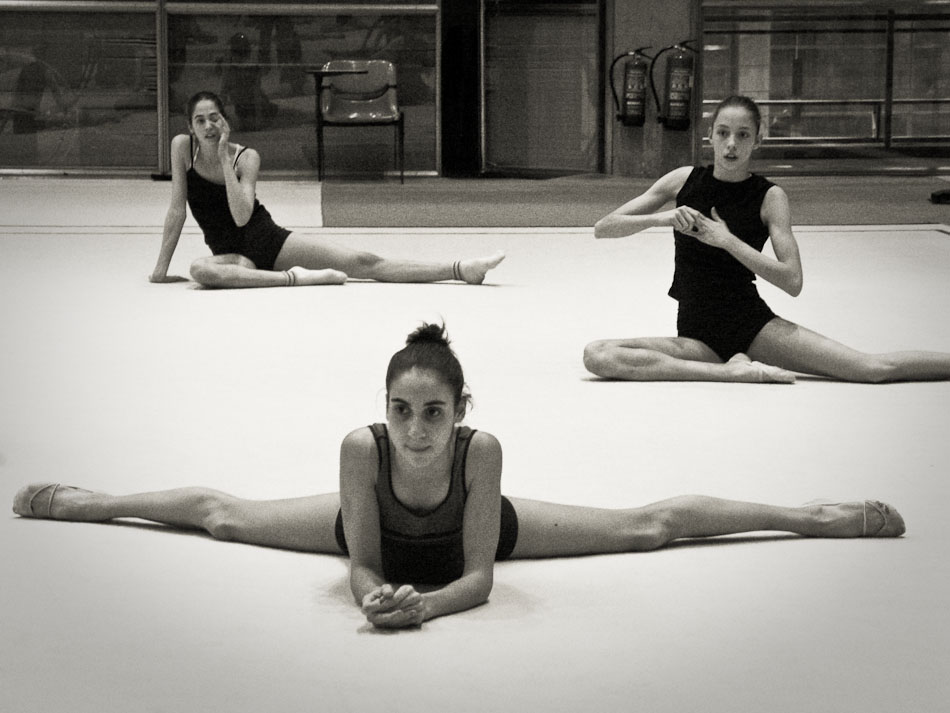
Ana María (a la derecha) junto a Bárbara González Oteiza y Nuria Velasco (en primer plano).
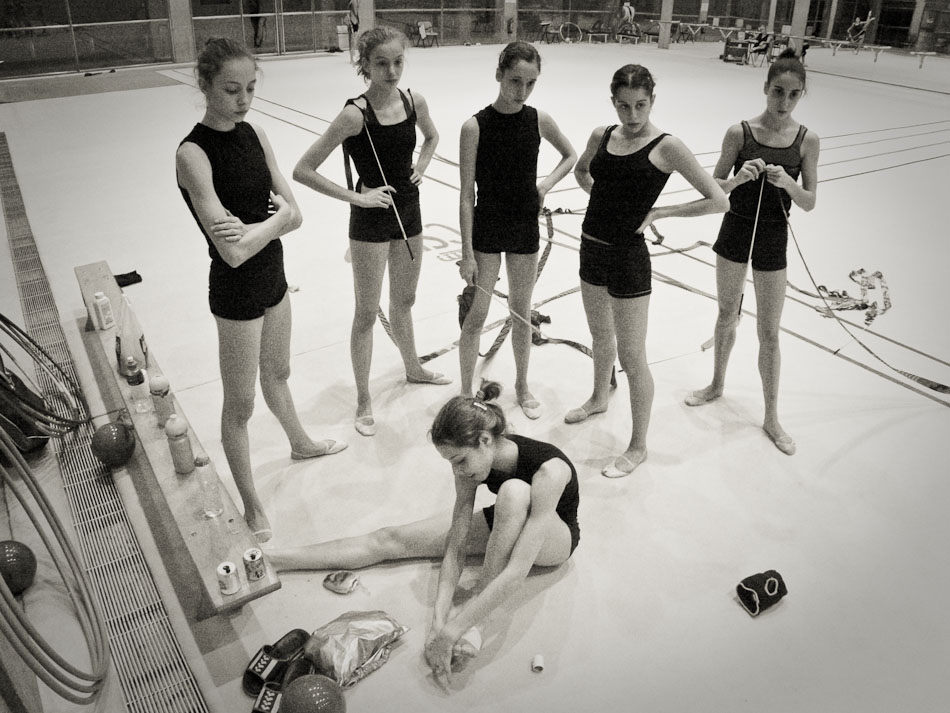
Ana María Pelaz (primera por la izquierda) junto a otras integrantes del conjunto español durante un ensayo del ejercicio de 5 cintas.
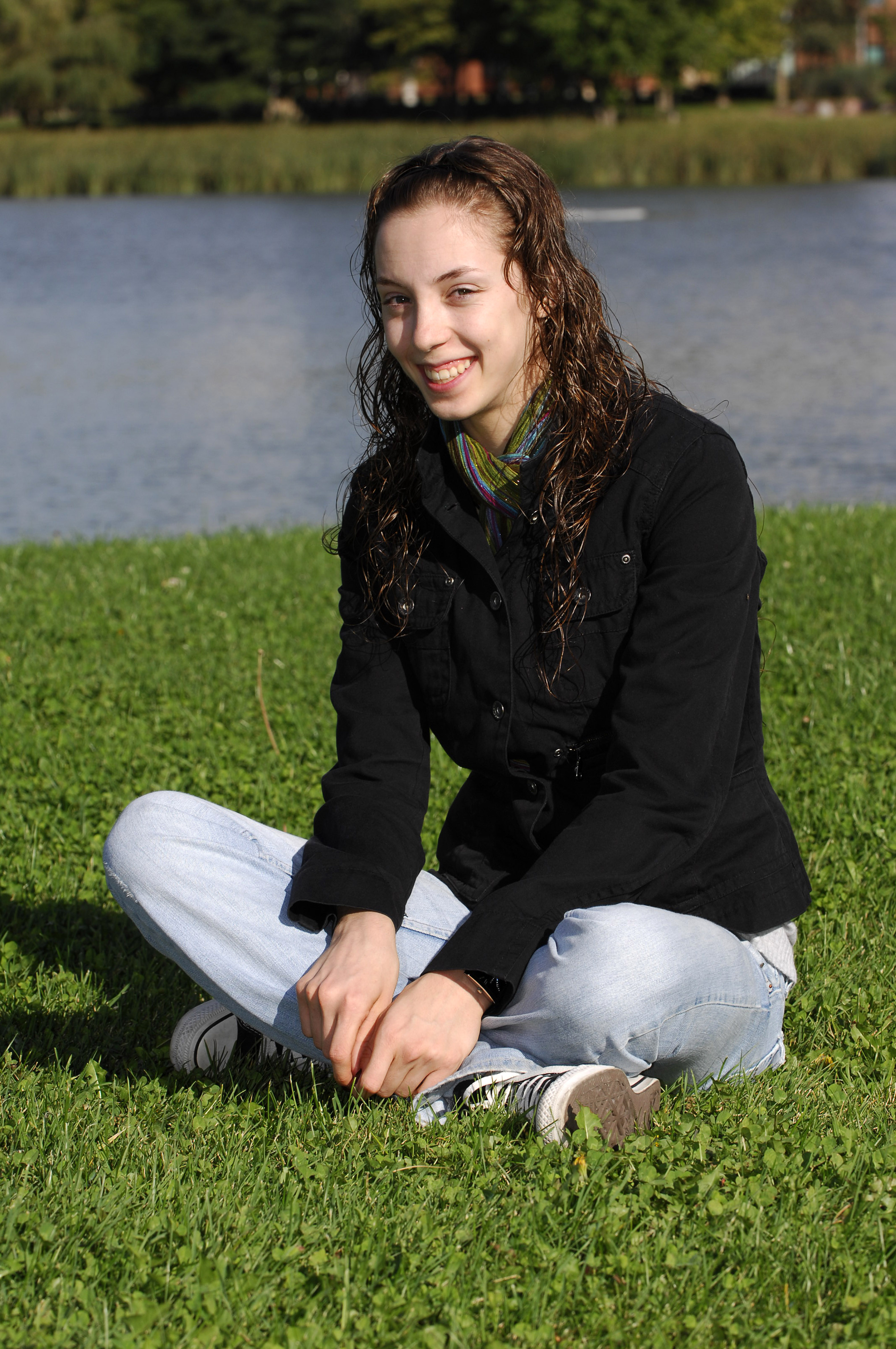
Pelaz durante una sesión fotográfica en Laguna de Duero (2007).
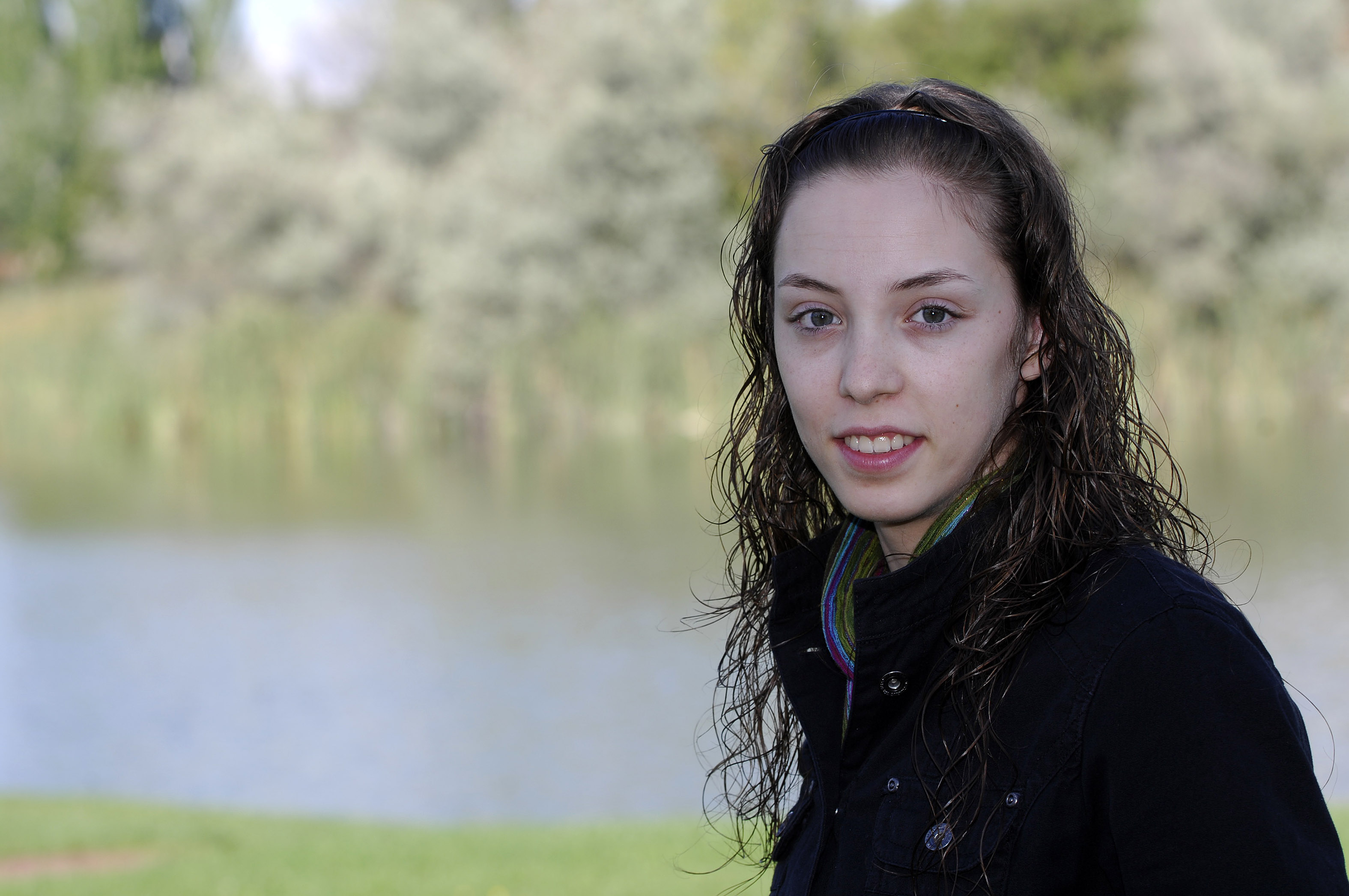
La gimnasta frente a la laguna de su ciudad natal.
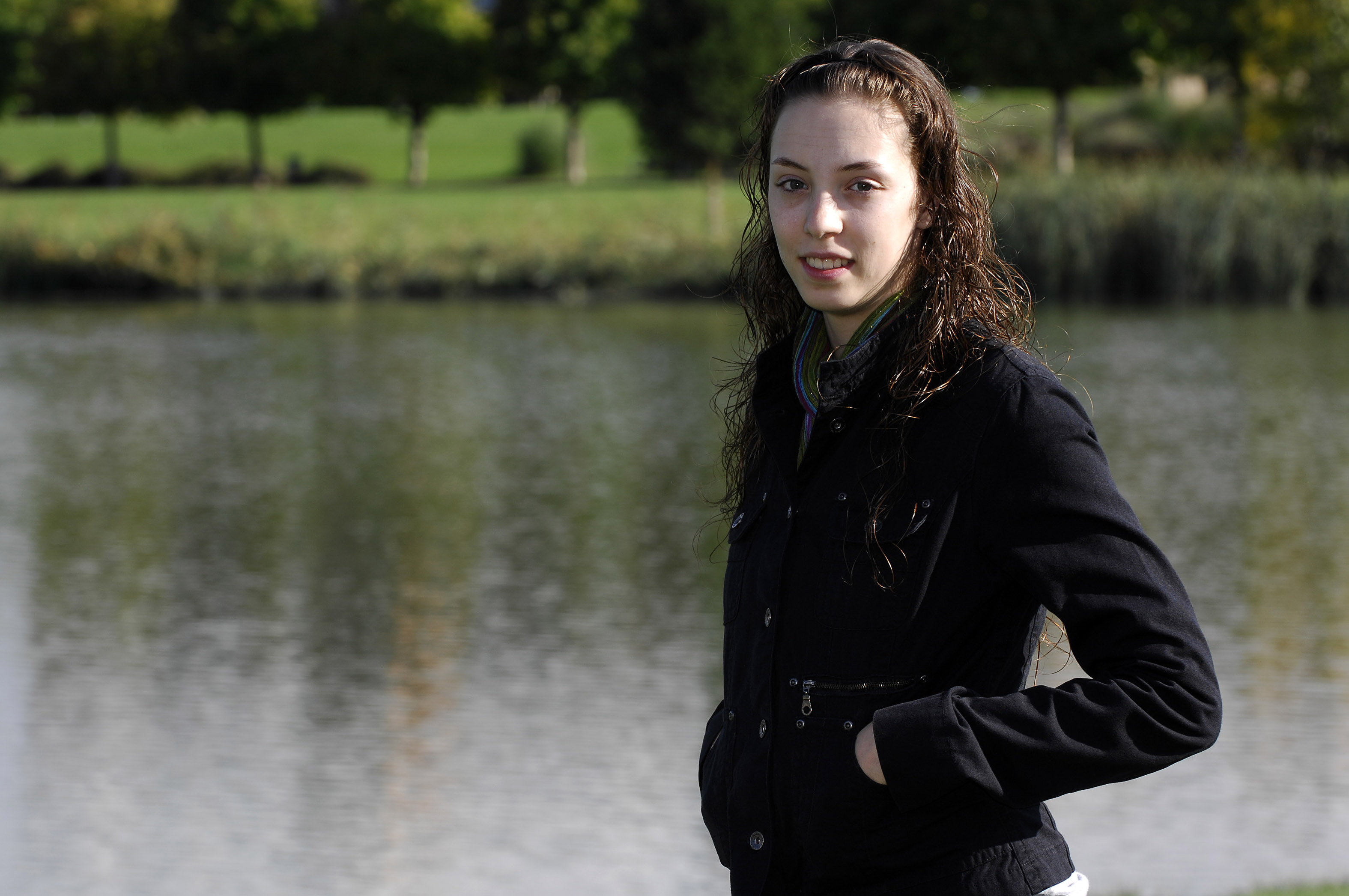
Ana María en otro momento de la sesión.
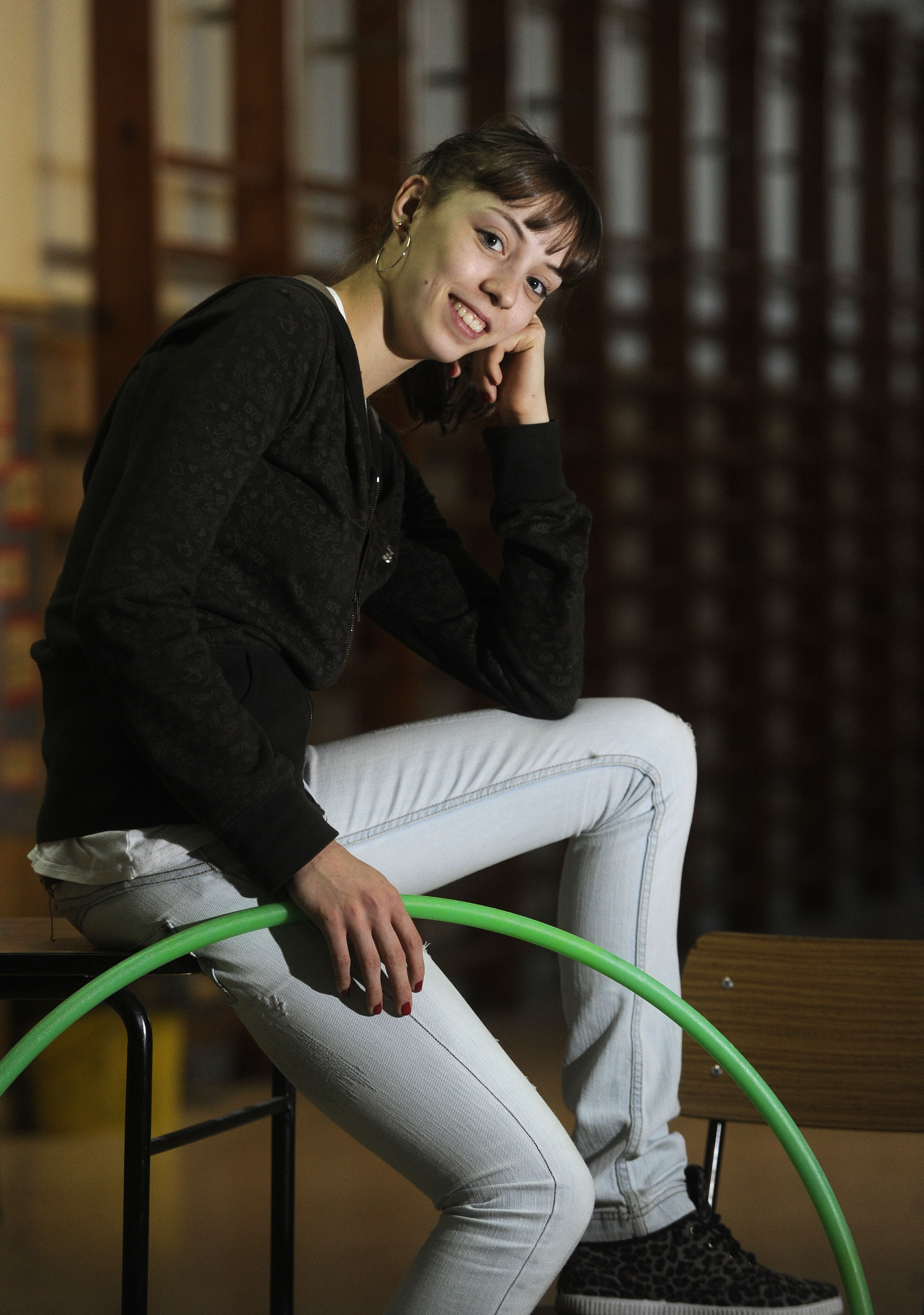
Pelaz durante otra sesión fotográfica para El Norte de Castilla en 2009.

## Filmografía

### Programas de televisión
| Programas de televisión | Programas de televisión     | Programas de televisión | Programas de televisión   |
| Año                     | Título                      | Cadena                  | Notas                     |
| ----------------------- | --------------------------- | ----------------------- | ------------------------- |
| 2004                    | El sueño olímpico. ADO 2004 | La 2 de TVE             | Entrevistada en reportaje |
| 2007                    | Olímpicos. ADO 2008         | La 2 de TVE             | Aparición en reportaje    |

### Publicidad
- Campaña «La otra cara de la medalla» para el Programa ADO, consistente en una sesión fotográfica y un anuncio de televisión realizado por Jaume de Laiguana (2008).[22]
- Anuncio de televisión para Joma, entonces patrocinador del COE (2015).[23]
- Spot de Navidad para Dvillena, entonces patrocinador de la RFEG (2015).[24]